# 児玉景唯
児玉 景唯（こだま かげただ）は、安土桃山時代から江戸時代初期にかけての武将。毛利氏家臣で長州藩士。通称は小四郎、五郎右衛門、五左衛門尉。父は毛利氏の五奉行を務めた児玉元良。

## 生涯

### 幼少期
永禄9年（1566年）、毛利氏の五奉行を務めた児玉元良の三男として生まれる。
幼少の時より毛利輝元に召し出されて側近として仕え、天正6年（1578年）の上月城の戦いにおいて幼少ながら兄・元兼と共に初陣を果たし、天正8年（1580年）4月の備中攻め（加茂崩れ）の際にも輝元の側近として従軍した。

### 小早川隆景家臣
景唯を見込んだ小早川隆景が毛利輝元に対し、景唯を家臣としたい旨の申し入れを行ったことから、輝元と隆景が景唯の意向を尋ねたところ、景唯は隆景の申し入れを有難く思うとしつつも断った。しかし、隆景からの重ねての要望を受けて最終的には隆景の家臣となり、「景」の偏諱を与えられて「児玉五郎右衛門景唯」と名乗った。また、天正16年（1588年）7月2日に輝元から与えられていた長門国厚東郡四ヶ小野の内の2004石5斗余りの地と同等の2000石の知行を隆景から与えられた。
天正14年（1586年）から天正15年（1587年）にかけての九州攻めや、天正18年（1590年）の小田原攻めにおいては隆景に従って出陣し、それ以後は番頭に任じられた。
天正20年（1592年）から始まる文禄・慶長の役では隆景に従って朝鮮に渡海し、先手を務めた。
慶長2年（1597年）6月12日に隆景が死去すると、再び輝元に仕えて3000石の知行を与えられた。また、輝元への再仕官に合わせて、通称を隆景に仕えた際に改めた「五郎右衛門」から、それ以前の「小四郎」へ戻したが、慶長6年（1601年）12月20日に輝元から「五左衛門尉」の官途名を与えられた。

### 毛利秀就の後見役
慶長5年（1600年）の関ヶ原の戦い後、毛利氏が防長2ヶ国に減封されて毛利秀就が形式的な当主となると、慶長6年（1601年）に秀就が初めて江戸に赴いた際には秀就の守役として国司元蔵、世話役として児玉元兼・景唯・元次兄弟、幕府との交渉役として福原広俊らが秀就に随行した。この時随行した国司元蔵や児玉元兼・景唯・元次兄弟らが後の江戸加判役の端緒と考えられており、慶長8年（1603年）ごろまでは児玉元兼、児玉元次、国司元蔵らが江戸における職務を統括しており、慶長8年の半ばごろに児玉元次が見られなくなるのと入れ替わりで景唯が加わっている。
慶長8年（1605年）、徳川秀忠が秀就に江戸桜田を毛利氏の邸地として与えると、秀就は同年6月25日に国司元蔵にひとまず邸地に仮屋を普請することを命じ、同年7月2日に輝元は国司元蔵に対して、屋敷の普請は追々進め、まず居所が作り、居所が出来次第移ることを景唯と談合することを命じている。
同年12月14日、同年の五郎太石事件の後に毛利氏家臣団や有力寺社の総勢820名が連署して毛利氏への忠誠や様々な取り決めを記した連署起請文において、16番目に「兒玉五左衛門尉」と署名している。
慶長12年（1607年）4月28日、景唯に300石の知行地が与えられ、嫡男の児玉元恒に200石が与えられた。
慶長16年（1611年）12月、毛利秀就が江戸における証人としての務めを終えて幕府から帰国が許されると、福原広俊と景唯が秀就の供をしたが、周防国三田尻において景唯は江戸への使者を命じられて江戸に引き返すことになったため、秀就の萩城入城の際には供をすることが出来なかった。なお、その後の国廻りの際には秀就の供をしている。
慶長17年（1612年）9月28日には輝元から豊前守の受領名を与えられた。この時、「豊前守」の受領名は同族である児玉四郎兵衛家の家名でもあったことから景唯は遠慮している。しかし、景唯が秀就の後見役であることから児玉氏一族の中でも名誉ある名を与えたいという輝元の意向により、輝元自ら当時の児玉四郎兵衛家の当主である児玉元理を説得し、景唯一代のみ「豊前守」を名乗るという形で落ち着いた。
慶長19年（1614年）の大坂冬の陣と慶長20年（1615年）の大坂夏の陣では秀就の出陣に従い、輝元の命を受けて武者奉行役に任じられ、毛利家の紋付の鞍と鐙を拝領した。
元和2年（1616年）6月、前月に江戸から帰国した福原広俊に続き、景唯も帰国する。毛利秀就の後見役として、福原広俊、毛利秀元、景唯が秀就の後見、輝元との連絡、上衆との付き合い等を担っていたが、福原広俊と景唯の帰国により、役割が毛利秀元に独占されるようになる。なお、この時相次いで帰国した福原広俊と景唯はいずれも毛利秀元とは仲が悪く、秀元と景唯の間柄について村上元重は「甲州様（秀元）・豊前様（景唯）御間悪との御沙汰候」と記している。
元和5年（1619年）に広島藩の福島正則が減転封されると、幕府の命により秀就が岩国へ出馬すると、萩にいた景唯も輝元の命を受けて岩国へ赴き、秀就の供を務めた。
寛永2年（1625年）5月20日に死去。享年60。嫡男の児玉元恒が後を継いだ。